# Carabus melancholicus costatus
Carabus melancholicus costatus é uma subespécie de insetos coleópteros pertencente à família Carabidae.
A autoridade científica da subespécie é Germar, tendo sido descrita no ano de 1824.
Trata-se de uma subespécie presente no território português.